# جيمي لي سولومون
جيمي لي سولومون (بالإنجليزية: Jimmie Lee Solomon)‏ هو محامي أمريكي، ولد في 11 مارس 1956 في طومسون ‏ في الولايات المتحدة.

## وصلات خارجية
- الموقع الرسمي